# Los Champs e Romenh
Los Champs e Romenh (en francès Champs-Romain) és un municipi francès situat al departament de la Dordonya i a la regió de la Nova Aquitània.

## Demografia
| 1962                                       | 1968 | 1975 | 1982 | 1990 | 1999 | 2007 |
| ------------------------------------------ | ---- | ---- | ---- | ---- | ---- | ---- |
| 433                                        | 410  | 373  | 332  | 331  | 328  | 317  |
| Des de 1962: població sense dobles comptes |      |      |      |      |      |      |

## Administració
| Període   | Identitat         | Partit |
| --------- | ----------------- | ------ |
| 2001-2008 | Élisabeth Bonnard |        |
| 2008-     | Guy Lastère       |        |